# علی‌آباد (کلاترزان)
علی‌آباد یک روستا در ایران است که در استان کردستان واقع شده‌است. علی‌آباد ۶۹۷ نفر جمعیت دارد.